# تابع (نحو)
التوابع في اللغة العربية، وعلم النحو تحديدا، هي أسماء تتبع ما قبلها في الإعراب؛ فهي تتبع الكلمة التي تسبقها رفعا ونصبا وجرا ولذلك سميت توابع بتغير إعراب ما تتبعه. ويُسمى ما تتبعه بالمتبوع.
وتنقسم التوابع إلى:
- النعت أو (الصفة)
- البدل
- التوكيد
- العطف